# Sony Ericsson W300i
Sony Ericsson W300i — четырёхдиапазонный мобильный телефон фирмы Sony Ericsson с медиаплеером Walkman®.
Множество нареканий у владельцев вызвал ненадежный механизм раскрытия: примерно через год у большинства телефонов очень сильно расшатывалась крышка. Это объясняется отсутствием необходимого шарнира.

## Технические характеристики
| Общие характеристики                        | Общие характеристики |
| ------------------------------------------- | --- |
| Диапазоны частот                            | GSM 900, GSM 1800, GSM 1900 |
| Тип корпуса                                 | раскладушка |
| Конструкция                                 | клавиша перемещения |
| Антенна                                     | |
| Вес                                         | 105 г |
| Размеры                                     | 90x47x24,5 мм |
| Звонки                                      | |
| Тип мелодий                                 | 40-голосный полифонический, поддержка MP3, AAC, WAV, MIDI                                                                                          |
| Виброзвонок                                 | есть |
| Связь                                       | |
| Интерфейсы                                  | IRDA, USB, Bluetooth |
| Доступ в интернет                           | WAP 2.0, GPRS, EDGE, POP/SMTP-клиент, RSS-агрегатор                                                                                                |
| Модем                                       | есть |
| Синхронизация с компьютером                 | есть |
| Сообщения                                   | |
| Дополнительные функции SMS                  | ввод текста со словарём |
| MMS                                         | + |
| EMS                                         | + |
| Другие функции                              | |
| Громкая связь (встроенный динамик)          | есть |
| Управление                                  | голосовое управление |
| Автодозвон                                  | есть |
| Режимы кодирования звука HR, FR, EFR        | есть |
| Экран                                       | |
| Тип экрана                                  | цветной 1.8″ TFT экран, 262144 цветов |
| Размер изображения                          | 128х160 пикс. |
| Дополнительный экран                        | 101х108 пикс. |
| Русификация                                 | есть |
| Мультимедийные возможности                  | |
| Встроенная фотокамера                       | CMOS, 640x480 (0,3 млн. пикс.), цифровой Zoom 4x                                                                                                   |
| Запись видеороликов                         | есть |
| Аудио                                       | FM-радиоприемник, MP3-проигрыватель |
| Диктофон                                    | есть |
| Игры                                        | есть |
| Java-приложения                             | есть |
| Объём встроенной памяти                     | 20 МБ |
| Тип карты памяти                            | Memory Stick Micro M2 |
| Питание                                     | |
| Тип аккумулятора                            | Li-Polymer BST-33 |
| Ёмкость аккумулятора                        | 950 мАч |
| Время разговора                             | 9:00 ч: мин |
| Время ожидания                              | 400:00 ч: мин |
| Записная книжка и органайзер                | |
| Записная книжка в аппарате                  | динамическая |
| Поиск по книжке                             | есть |
| Обмен между SIM-картой и внутренней памятью | есть |
| Органайзер                                  | будильник, калькулятор, блокнот, планировщик задач                                                                                                 |
| Дополнительные утилиты                      | секундомер, таймер обратного отсчёта, памятка кодов                                                                                                |
| Дополнительная информация                   | |
| Комплектация                                | телефон, аккумулятор, сетевое з/у, портативная стерео hands-free (hpm-70), диск ПО, Memory Stick Micro™ M2 256 mb, интерфейсный кабель, инструкция |
| Особенности                                 | FM-радио RDS; |

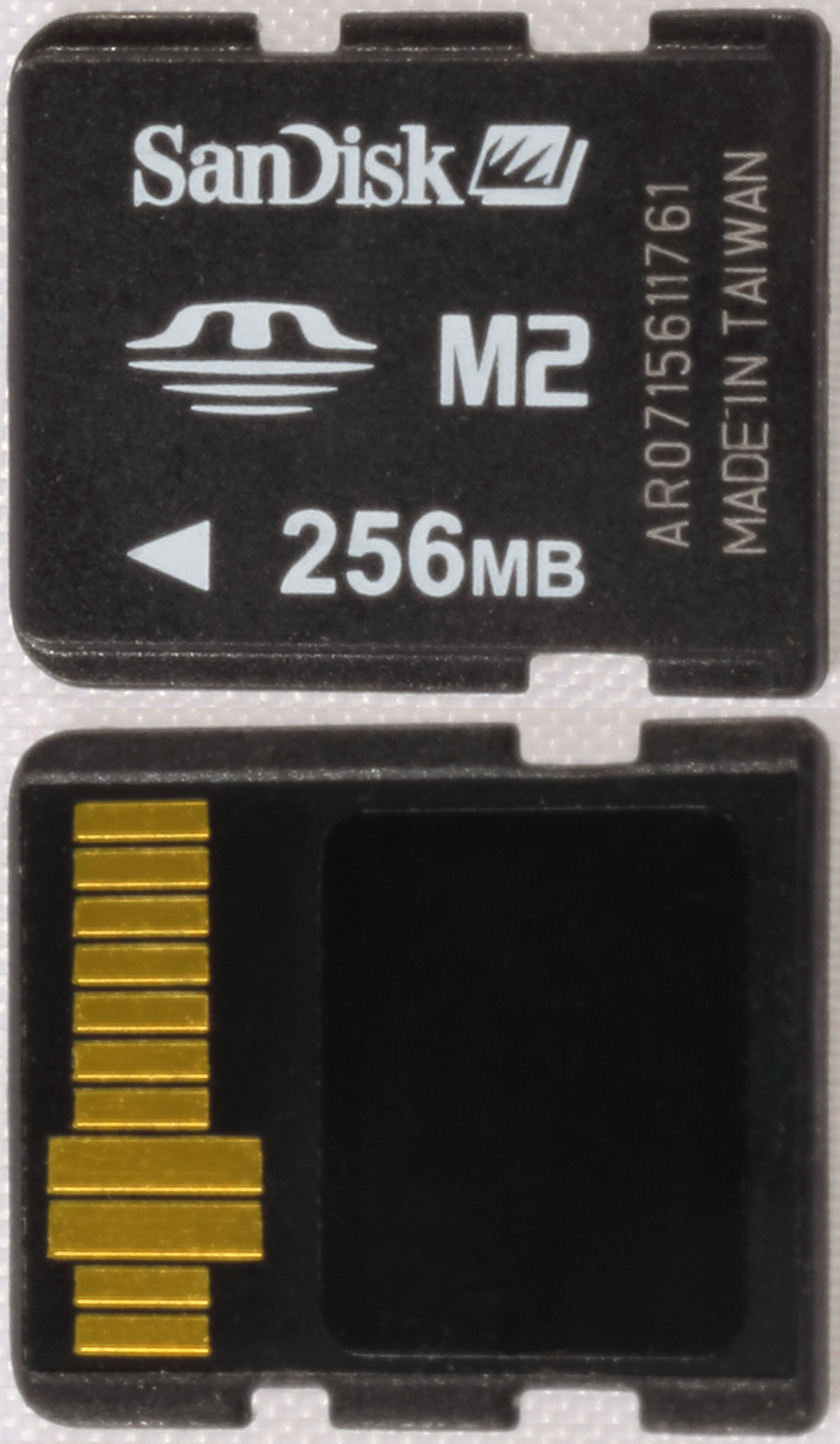
Memory Stick Micro M2